# Discernimiento sexual prenatal
El discernimiento sexual prenatal es un diagnóstico prenatal que se utiliza para visualizar el sexo de un feto antes de su nacimiento.

## Métodos
El discernimiento sexual prenatal puede hacerse mediante un diagnóstico genético preimplantacional antes de que suceda la concepción del feto, pero este método puede no siempre ser clasificado como discernimiento sexual prenatal porque este se utiliza incluso antes de que se dé implantación.
- Prueba de ADN fetal libre, es una prueba en la que se realiza una venopunción en la madre para analizar la pequeña cantidad de ADN fetal que se puede encontrar en ella. Proporciona la primera prueba post-implantación. Un metaanálisis publicado en 2011 encontró que tales pruebas son confiables más del 98% de las veces, siempre y cuando se realicen después de la séptima semana de embarazo.[1][2]
- El muestreo de vellosidades coriónicas (MVS) y la amniocentesis son dos procedimientos de prueba bastante invasivos. En principio, pueden realizarse en la octava y novena semana de embarazo. La dificultad de estas pruebas y el riesgo de que se produzcan lesiones en el feto, que pueden dar lugar a un aborto o a anomalías congénitas (sobre todo cuando se realizan al principio del embarazo), hacen que sean bastante raras de usarse durante el primer trimestre. En los Estados Unidos, la MVS y la amniocentesis se realizan más comúnmente después de la 11.ª y 15.ª semana de embarazo. [cita requerida]
- La ecografía obstétrica, ya sea transvaginal o transabdominal, puede buscar el signo sagital como marcador del sexo del feto. Se puede realizar entre los 65 y 69 días de la fecundación (semana 12 de la edad gestacional), donde da un resultado en el 90% de los casos - resultado que es correcto en aproximadamente ¾ de los casos, según un estudio de 2001. La precisión para los hombres es de aproximadamente el 50% y para las mujeres casi el 100%. Cuando se realiza más tarde, después de 70 días de la fecundación (en la semana 13 de la edad gestacional), da un resultado exacto en casi el 100% de los casos.[3]

## Aplicaciones
Las potenciales aplicaciones del discernimiento sexual prenatal incluye:
- Prueba de enfermedades: Un complemento a las pruebas de genes específicos para los trastornos monogénicos, los cuales pueden ser muy útiles para enfermedades genéticas con conexión al sexo, como por ejemplo, enfermedades relacionadas al cromosoma X. En tales casos,  pueda ser mucho más fácil de excluir la posibilidad de enfermedad en el niño con la prueba de discernimiento prenatal que hacer las pruebas para detectar cualquier signo específico de la propia enfermedad. Los desórdenes recesivos ligados al cromosóma X incluyen distrofia muscular de Duchenne, Síndrome del X frágil y hemofilia.
- Preparación, para cualquier aspecto de la paternidad que dependa del sexo.
- Selección de sexo, el cual después de la pre-implantación se puede realizar un diagnóstico genético seleccionando sólo los embriones del sexo preferido, o, después de que los métodos post-implantación se haga un aborto selectivo a razón de sexo según el resultado de la prueba y preferencia personal de los padres. Una encuesta en 2006  encontró que 42% de las clínicas IVF en los Estados Unidos que ofrecen DPG lo han proporcionado para la selección del sexo por razones no médicas. Casi la mitad de estas clínicas lo hacen sólo para la "conciliación familiar", que es cuando una pareja con dos o más hijos de un sexo desea un hijo del otro, pero la otra mitad no restringe la selección de sexo a la conciliación familiar. En India, esta práctica ha sido usada principalmente en embriones machos a pesar de que sea ilegal.[4] Las opiniones sobre si la selección de sexo por razones no médicas es éticamente aceptable difieren ampliamente, como lo demuestra el hecho de que la Sociedad europea de Embriología y Reproducción Humanas no ha podido formular una recomendación uniforme.

## Estatus legal

### India

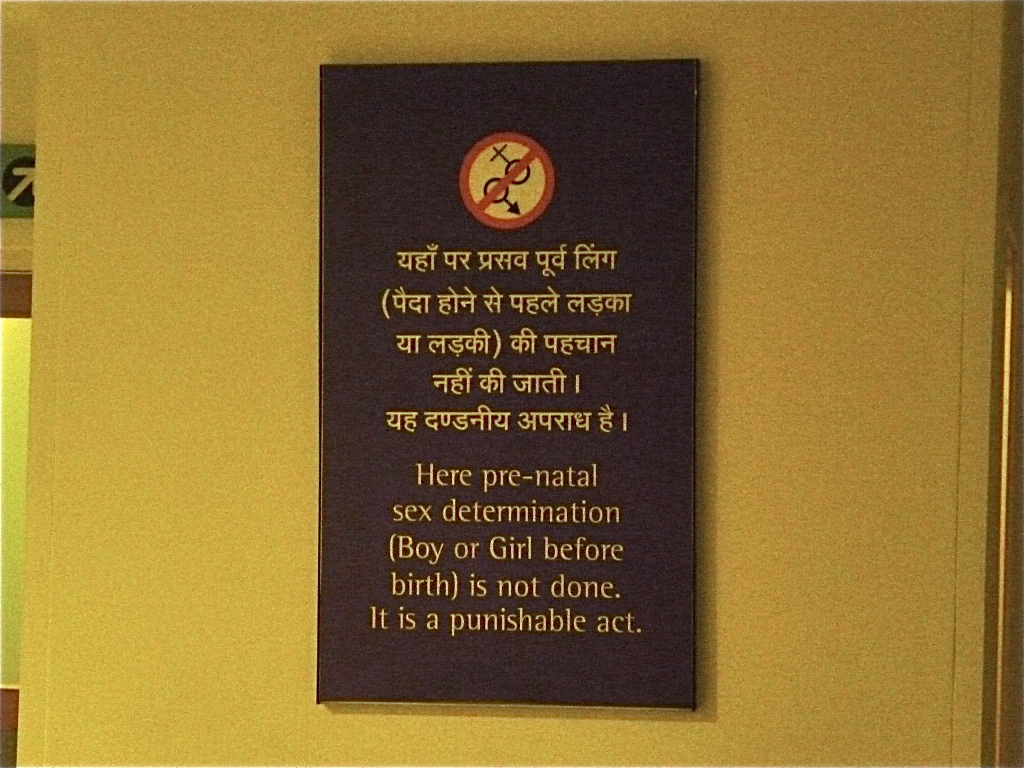
Prohibición de determinación del sexo en India

La determinación prenatal del sexo fue prohibida en India en 1994, bajo el Acta de la Pre-concepción y Técnicas de Diagnóstico Prenatal (Prohibición de la determinación del sexo prenatal). El principal objetivo de dicha acta es impedir el aborto selectivo a razón de sexo, el cual, según el Ministerio indio de Salud y Bienestar Familiar, "tiene sus raíces en la larga historia de India con una fuerte influencia patriarcal en todas las  esferas de vida". La determinación prenatal del sexo ha causado que el equilibrio del sexo en los infantes disminuya a un ritmo alarmante en la India, lo que también es otro factor que llevó a su prohibición. Sin embargo, el Tribunal Supremo critica al Gobierno Central por la "descuidada" implementación del PNDT. A lo largo del tiempo, se ha producido un efecto de sustitución en la participación de más familias en la determinación del sexo prenatal en lugar del acto, anteriormente popular, del feticidio femenino en la india.

### China
El 1° de mayo de 2016, la determinación de sexo y el aborto selectivo a razón de género fue prohibido en el país asiático. Los doctores tienen prohibido, por parte del estado, revelar el sexo de un no nacido. Esta prohibición se hizo para que los padres no descubrieran el sexo de su hijo y no decidieran hacer un aborto a razón de género o abandonarlos posterior al nacimiento.